# 巫玉羚
巫玉羚（8月18日—）為台灣女性配音員。

## 人物介紹
- 台視文化配音訓練班、佟紹宗聲優社、紅棒製作配音訓練班結業。
- 2011年，與紅棒製作團隊蘇振威、鄭可欣、蕭秀玲接受中廣新聞網專訪。[2][3][4]
- 2016年，與紅棒製作團隊蘇振威、鄭可欣、莊汶錡、蕭秀玲接受GAME LIFE遊戲攻略情報網專訪。[5]
- 2017年，接受網路廣播《宅宅出音》專訪，主題為「踏上台灣聲優之路」[6]
- 現於東南科技大學表演藝術系開設正音與口條訓練課程[7]，並為角川國際動漫教育聲優養成課程講師

## 國語配音作品
- 主要角色名稱以粗體顯示。
- 以下皆為國語配音。

### 台灣動畫
| 播映年份 | 作品名稱 | 配演角色 | 首播平台         | 備註 |
| -------- | -------- | -------- | ---------------- | ---- |
| 2009     | 悠遊字在 | 小謙     | 新唐人亞太電視台 |      |

### 遊戲
- 《Garena彈彈堂》：男主角
- 《呆呆戰學校》：小雪、阿宇、媛媛
- 《Garena武裝菁英》：夜煞
- 《英雄紀元》：希雅、烏瑞雅 （页面存档备份，存于）、雪露姆 （页面存档备份，存于）、畢可
- 《姬甲少女》：帝國元帥曼施泰因、華麗演說家邱吉爾、戰略核心沙波什尼科夫、皇室之虎蒙巴頓、
- 《闘三國之全民神將》：玩家女角語音、系統語音、黃月英、步練師、蔡文姬、顧雍、法正
- 《神來也-鬥地主》
- 《Mandora》
- 《勾玉忍者》
- 《閃躍吧星夢頻道》：桃山未來、專屬角色優雅的聲音、法露璐(僅限第一季)、閃亮啾(NPC)、黑川鈴、索露露

### LINE有聲貼圖
- 《八點檔大戲 愛火纏綿 （页面存档备份，存于）》
- 《八點檔大戲 愛火纏綿 2-大漠紅玫瑰 （页面存档备份，存于）》
- 《八點檔大戲 愛火纏綿 3-金髮外果仁 （页面存档备份，存于）》
- 《八點檔大戲 愛火纏綿 4-戀愛愛NG （页面存档备份，存于）》
- 《八點檔大戲 愛火纏綿 5-情斷理智線 （页面存档备份，存于）》
- 《八點檔大戲 愛火纏綿 6-愛點JPG》
- 《八點檔大戲 愛火纏綿 7-真愛NOW》
- 《武林中二！之大俠好輕功！ （页面存档备份，存于）》

### 歐美實境秀/長片
- 《驚險20刻》：影片中女角及小孩
- 《決戰ATM》：ATM
- 《神秘寶盒》：裘瓦爾德

### 韓劇
- 《SPY(諜海戀人)》：金瑩書
- 《第二次愛上你(回來吧大叔)》：王秘書、王珠妍、尚恩、經理
- 《W－兩個世界》：吉秀英、尹希、金護士
- 《無理的前進》：南正雅、金娜妍、李室長
- 《倒數第二次戀愛 (韓國電視劇)》：閔智善

### 陸日韓動畫
- 《神魄》：向蒙、黃道巨蟹
- 《天際戰騎》：艾爾弗瑞、玄武、佛露卡娜
- 《雲朵麵包》：小米、小布、老師、外婆、小路媽媽
- 《泡泡小廚》：小佑、小蜂、奧麗薇、菜菜麗娜、菠蘿奶奶
- 《草原上的小天使精華篇》：潘妮、凱特
- 《魔髮小道士》：莫特
- 《影子籃球員》：相田里子
- 《苦兒流浪記精華篇》
- 《七海小英雄精華篇》：雪莉兒
- 《牧場上的小乖乖精華篇》
- 《小婦人精華篇》：喬
- 《可愛的露西精華篇》：露西
- 《羅馬浴場動畫版》
- 《星光少女 極光之夢》：春音齊、藤堂花音、咪咪、主題曲及插曲配唱
- 《星光少女 美夢成真》：深山玲奈、沼珉、主題曲配唱
- 《星光少女 彩虹舞台》：福原杏、主題曲配唱
- 《灣岸競速》：秋川零奈
- 《超元氣三姊妹》：丸井三葉、佐藤信也
- 《忍者亂太郎》：演唱中文版主題曲「爆炸的夢想」
- 《小蜜蜂 勇氣的旋律》：妞妞
- 《新魯賓遜漂流記》：法蘭斯
- 《龍龍與忠狗》：龍龍※momo亲子台版本
- 《小安娜》：小安娜
- 《新網球王子OVA vs Genius10》：遠山金太郎、幸村精市、種島修二
- 《星光樂園》：桃樂絲·威斯特、紫京院響、北條宇裳、定子、德田寧寧、優妮蔻
- 《七龍珠超 布羅利》：孫悟空、孫悟天
- 《閃躍吧星夢頻道》：桃山未來、繪萌媽媽、黑川鈴、索露露
- 《龍與雀斑公主》：別役弘香／小弘、喜多
- 《鈴芽之旅》：絢[8]

### 歐美動畫
- 《鼠小妹蒂兒》：娜娜、比利
- 《捍衛戰鴿》：鴿白妮
- 《樂活小天地》：波波、醫生、小女孩
- 《亞瑟小子》：唐拉娜
- 《瑪婷這一班》：茱莉、蘇菲、黛芬老師、瑪莉
- 《艾拉出奇招》：伯格太太、樂蒂
- 《太空先鋒隊》
- 《薑餅茉莉2：夏秋篇》：力昂
- 《豬小妹奧莉薇》：蘭欣
- 《小驢阿力》：珮珮、阿力媽媽
- 《探險任意門》：史基特、花拉
- 《好東西製造工場》：飛寶
- 《三寶神探》：瑪莉琳
- 《嘰哩咕與伙伴》：媽媽
- 《超異能EPAD》：蕾秋
- 《聰明紙片豬》：老鼠
- 《鼠鴨一家親》：小路、帕克
- 《頑皮小嘟嘟》：嘟嘟
- 《捉龍特攻隊》：左拉
- 《熱氣球飛行日記》
- 《奇雞冒險王》：貝貝、阿強
- 《新鬼馬小精靈》：卡士柏、模型女
- 《原來如此的故事》：寶貝小象
- 《彩色蠟筆園》：凱恩
- 《宇宙量子隊》：艾莉
- 《反斗天使》：阿莎

### 亞洲長片(電視國語配音)
- 《心碎天王》：安娜
- 《復仇日》：智熙
- 《正宗哥吉拉》：加代子.安.安德森(石原聰美飾)
- 《關鍵追影》：高譚(童年)
- 《來自星星的機器人》
- 《下女的誘惑》：阿姨
- 《賞金獵人》：Cat
- 《城市遊戲》：瑪嘉
- 《丐世英雄》：阿菲
- 《三分之一:逆轉賭局》:SM女王
- 《謝罪大王》：宇部美咲
- 《獵殺對戰》：妍熹
- 《慾望豪門》：尹娜美
- 《勝者為王(古惑仔六)》：端木若愚、草刈菜菜子（2015新配音版）
- 《人妖打排球之再戰金剛芭比》：體育老師
- 《魔女宅急便》：高美加羅、早紀
- 《那夜凌晨，我坐上了旺角開往大埔的紅VAN》：阿PAT
- 《武士的菜單》: 濱路
- 《我的意外爸爸》: 琉晴
- 《阿信》: 加代大小姐
- 《殺人草莓夜》: 柳井千惠
- 《推理要在晚餐後》
- 《蠍子》：早夜
- 《晚孃》：喬威南
- 《雙面君王》：皇后
- 《十二生肖》

## 日語配音作品

### 遊戲廣告
- 《梅露可物語 癒術士與鈴之旋律》

### 手遊
- 《波伊托英雄Poitto Hero》(台灣代理版)